# سكوت غوتليب
سكوت غوتليب (بالإنجليزية: Scott Gottlieb)‏ هو طبيب وسياسي أمريكي، ولد في 11 يونيو 1972 في الولايات المتحدة. حزبياً، نشط في الحزب الجمهوري.